# Alleanza per il Futuro del Kosovo
L'Alleanza per il Futuro del Kosovo (albanese: Aleanca për Ardhmërinë e Kosovës - AAK) è un partito politico kosovaro di centro-destra fondato il 29 aprile 2001.
Presidente del partito è Ramush Haradinaj. Nel dicembre 2004 l'Assemblea del Kosovo ha eletto Haradinaj come primo ministro per un governo di coalizione con partito di maggioranza relativa, la Lega Democratica del Kosovo (LDK). Haradinaj si dimette nel marzo 2005 dopo essere stato imputato dal Tribunale penale internazionale per l'ex-Jugoslavia con 37 capi d'accusa per crimini di guerra. Viene assolto in toto il 3 aprile 2008, torna in Kosovo e riprende la carica come presidente del partito.
L'AAK ha tre vice-presidenti: Blerim Shala, Naim Maloku e Ahmet Isufi. Il segretario generale è Burim Ramadani, e il segretario organizzativo è Ibrahim Selmanaj.
Alle elezioni del 2001 l'AAK ottiene l'8,4% dei voti, e il 7,8% nel 2004. 
Alle elezioni parlamentari in Kosovo del 2007 il partito ottiene il 9,6% dei voti e 10 seggi su 120 all'Assemblea del Kosovo, quinta forza politica nel paese. Il gruppo parlamentare AAK è guidato da Ardian Gjini.
Alle elezioni parlamentari in Kosovo del 2010 l'AAK raccoglie 77.130 voti (11,04%) ed elegge 12 deputati.
Alle elezioni parlamentari in Kosovo del 2014l'AAK raccoglie 69.793 voti (9,54%) ed elegge 11 deputati.
Alle elezioni amministrative del 2007 l'AAK elegge il sindaco di tre comuni del Kosovo occidentale: Peć, Đakovica e Deçan.
L'Alleanza si componeva inizialmente di vari partiti minori:
- Movimento Popolare del Kosovo (Lëvizja Popullore e Kosovës - LPK)
- Partito Parlamentare del Kosovo (Partia Parlamentare e Kosovës)
- Alleanza Civica del Kosovo (Aleanca Qytetare e Kosovës)
- Movimento Nazionale per la Liberazione del Kosovo (Lëvizja Kombëtare për Çlirimin e Kosovës)
- Partito dell'Unità Nazionale Albanese (Partia e Unitetit Kombëtar Shqiptar)
- Unione Albanese dei Democristiani (Unioni Shqiptar Demokristian)

## Risultati elettorali
| Elezione          | Voti    | Seggi    |
| ----------------- | ------- | -------- |
| Parlamentari 2010 | 77 130  | 12 / 120 |
| Parlamentari 2014 | 69 793  | 11 / 120 |
| Parlamentari 2017 | 245 627 | 39 / 120 |
| Parlamentari 2019 | 96 872  | 13 / 120 |
| Parlamentari 2021 | 58 743  | 9 / 120  |